# Nikkalmati
Nikkalmati war hethitische Großkönigin (Tawananna) und Frau Tudḫaliyas I. Ihre Tochter war Ašmunikal.